# 33196 Kaienyang
33196 Kaienyang è un asteroide della fascia principale. Scoperto nel 1998, presenta un'orbita caratterizzata da un semiasse maggiore pari a 3,1051677 UA e da un'eccentricità di 0,1498361, inclinata di 4,53517° rispetto all'eclittica.